# Sanzinia madagascariensis
Espèce
Synonymes
- Xiphosoma madagascariensis Duméril & Bibron, 1844
- Boa manditra Kluge, 1991

Statut de conservation UICN

 LC  : Préoccupation mineure
Statut CITES
Sanzinia madagascariensis est une espèce de serpents de la famille des Boidae.

## Répartition
Cette espèce est endémique de Madagascar.

## Description

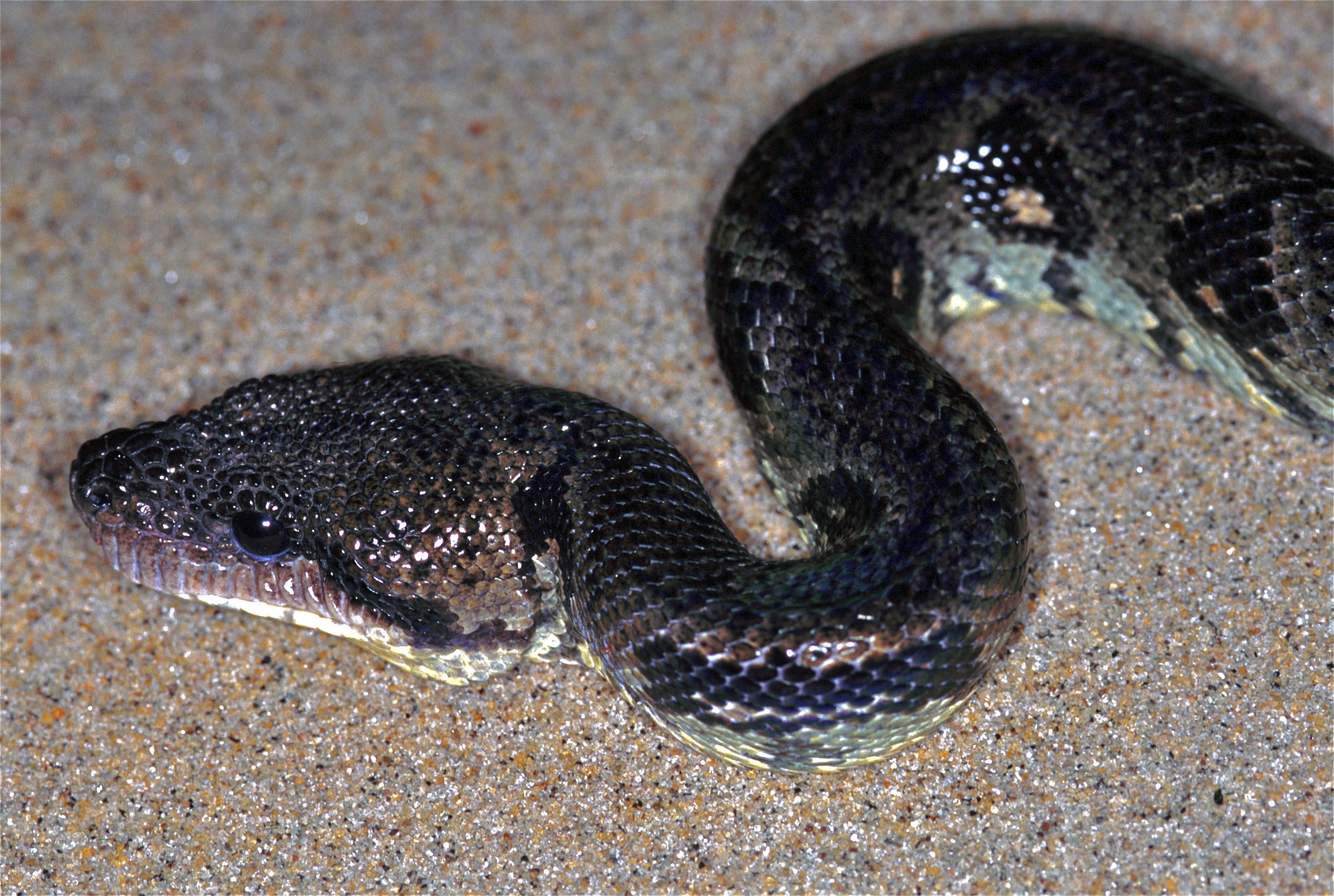
Détail de la tête

Ce serpent peut dépasser les deux mètres. Sa couleur de base est jaune à marron tirant parfois sur le vert, avec des motifs plus sombres en losange sur tout le corps.

## Taxinomie
La sous-espèce Sanzinia madagascariensis volontany a été élevée au rang d'espèce.

## Étymologie
Son nom d'espèce, composé de madagascar(i) et du suffixe latin -ensis, « qui vit dans, qui habite », lui a été donné en référence au lieu de sa découverte, Madagascar.

## Publication originale
- Duméril & Bibron, 1844 : Erpétologie générale ou Histoire naturelle complète des reptiles. Librairie encyclopédique Roret, Paris, vol. 6, p. 1-609 (texte intégral).

## Galerie

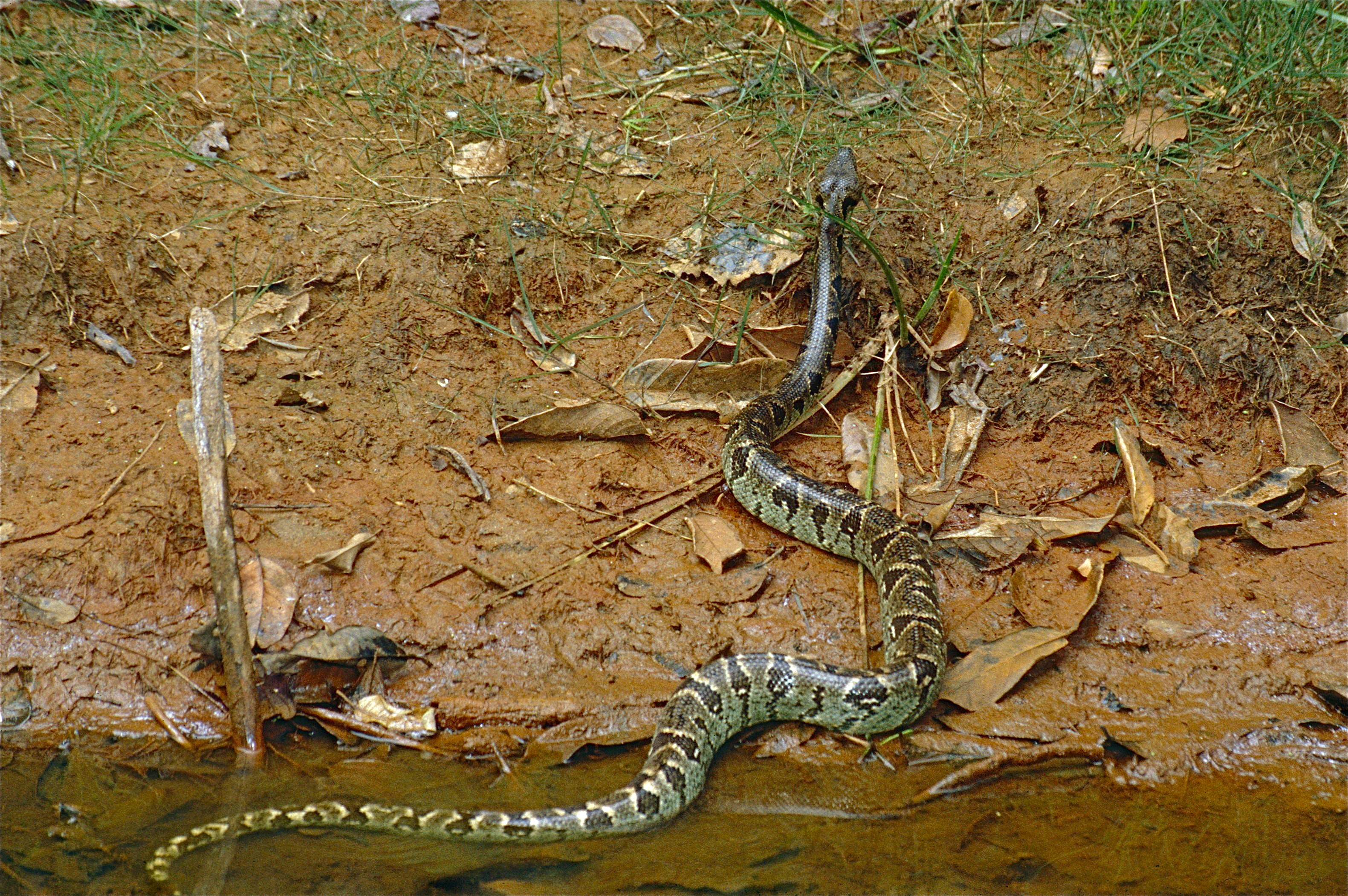
Sanzinia madagascariensis (Réserve Mantadia, Madagascar)
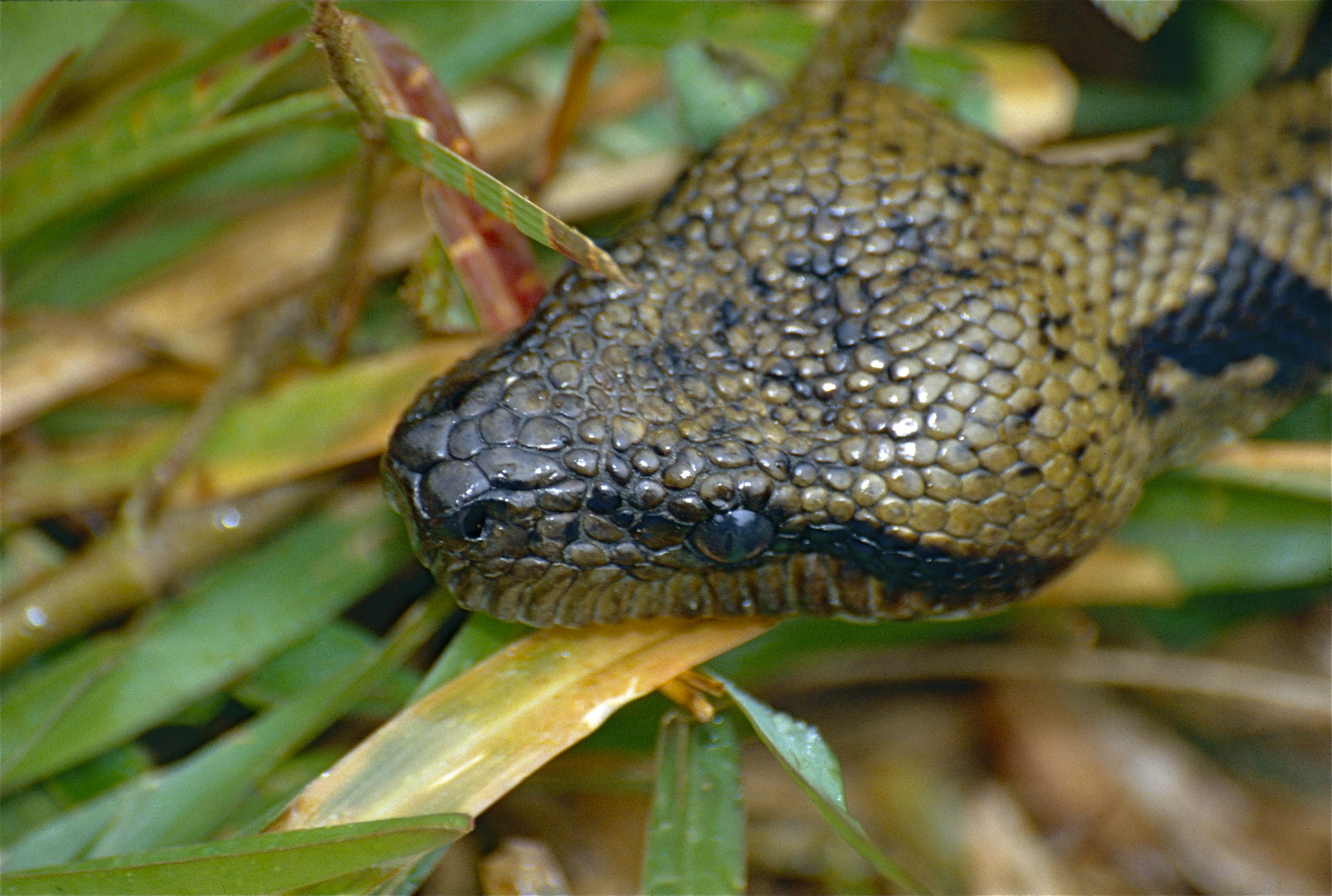
Détail de la tête.